# Günter Radowski
Günter Radowski (* um 1948) ist ein ehemaliger deutscher Boxer. Nach seiner aktiven Zeit als Boxer arbeitete er als Trainer unter anderem 1987 ein halbes Jahr für die syrische Nationalmannschaft. Radowski lebt in Drensteinfurt.

## Karriere
Radowski ist vierfacher Deutscher Meister. Er gewann die DDR-Meisterschaften im Boxen in den Jahren 1972, 1973, 1974 und 1975 in der Gewichtsklasse Leichtgewicht bis 60 Kilogramm. Bei den Boxeuropameisterschaften in Belgrad 1973 gewann er in dieser Gewichtsklasse die Bronzemedaille. Zudem nahm er an Weltcupturnieren in Korea, Tschechien und Berlin teil. Seit Oktober 2016 engagiert er sich in der Flüchtlingshilfe, indem er junge Flüchtlinge in dieser Sportart trainiert.